# Stan Mortensen
Stanley Harding Mortensen (South Shields, Condado de Durham, Inglaterra, 26 de mayo de 1921-22 de mayo de 1991) fue un futbolista inglés, famoso por ser parte de la final de la FA Cup de 1953 (conocida como «la final de Matthews»), en donde anotó un hat-trick en Wembley, siendo el único jugador en la historia en realizar esta hazaña. Fue además el primer jugador en anotar un gol por la selección de Inglaterra en la clasificación a la Copa Mundial de Fútbol y en la Copa como tal.

## Guerra Mundial
Mortensen participó en la Segunda Guerra Mundial desde 1939 como operador de comunicaciones. Dejó el conflicto bélico al ser herido luego de un ataque en su bombardero de la RAF, donde fue el único superviviente. En 1941 fichó por el Blackpool. En su tiempo en la base RAF Lossiemouth, una base aérea británica en Lossiemouth, Mortensen jugó algunos encuentros no oficiales por el Aberdeen, además jugó como invitado en el Arsenal donde registró un récord de 25 goles en 19 encuentros.
Durante la guerra, disputó un encuentro por la selección de Gales contra Inglaterra el 25 de septiembre de 1943. El caso se dio luego de que titular galés, Ivor Powell, se lesionara y Montensen quien estaba en la banca inglesa entró en su lugar. Gales perdió por 8-3, Stanley Matthews escribió sobre el encuentro: "Nadie de los 80.000 asistentes tenían idea de que Mortensen entró al campo.. Incluso algunos jugadores ingleses no sabían que Mortensen jugó por el otro equipo, incluso los reporteros, que estaban instalados en la grada principal de Wembley, no se enteraron del cambio hasta el término del primer tiempo".

## Posguerra
El 25 de mayo de 1947, Mortensen debutó por la selección de Inglaterra contra Portugal, anotó cuatro goles en su debut y fue victoria por 10-0. Jugó seis encuentros por su selección al año siguiente, y anotó nueve goles, incluido un triplete a Suecia. Jugó también en la derrota por 6-3 contra Hungría.
En clubes, Mortensen jugó gran parte de su carrera en el Blackpool, anotó 197 goles en 317 encuentros. A nivel internacional, jugó un total de 25 encuentros para Inglaterra, anotando 23 goles.
Entre 1945 y 1950, Mortensen anotó en doce encuentro consecutivos de FA Cup, incluyendo la final de 1948.
Luego de nueve años en Blackpool, jugó por el Hull City, Southport, Bath City y su último club fue el Lancaster City.
Fue el máximo goleador de la First Division en la temporada 1950-51 con 30 goles. Una de sus actuaciones más recordadas fue en la final de la FA Cup 1952-53, donde anotó tres goles en la victoria del Blackpool por 4-3 al Bolton Wanderers, luego de ir 3-1 abajo en el marcador. Su tercer gol fue al minuto 89 del encuentro, Bill Perry anotó el gol de la victoria en el tiempo extra.
Luego de fichar por el Southport, anunció su retiro el 24 de abril de 1958 a los 37 años. Sin embargo, jugó por clubes no profesionales por cuatro años más.

## Luego del retiro
Después de su retiro, Mortensen regresó al Blackpool como entrenador entre 1967 y 1969, cuando fue despedido.
El 20 de octubre de 1983, la junta anual del club de Blackpool nombró a Mortensen como vicepresidente del club.
El 18 de noviembre de 1989, Mortensen entró al campo simbólicamente  junto al equipo por la primera ronda de la FA Cup 1989-90 contra el Bolton Wanderers. Nat Lofthouse, exjugador del Bolton y que enfrentó a Mortensen en la recordada final de 1953, entró junto al equipo rival.
Veinte años después, el 30 de noviembre de 2009, el club realizó una cena tributo al jugador por sus años de servicio al club y a la ciudad.

## Muerte y legado

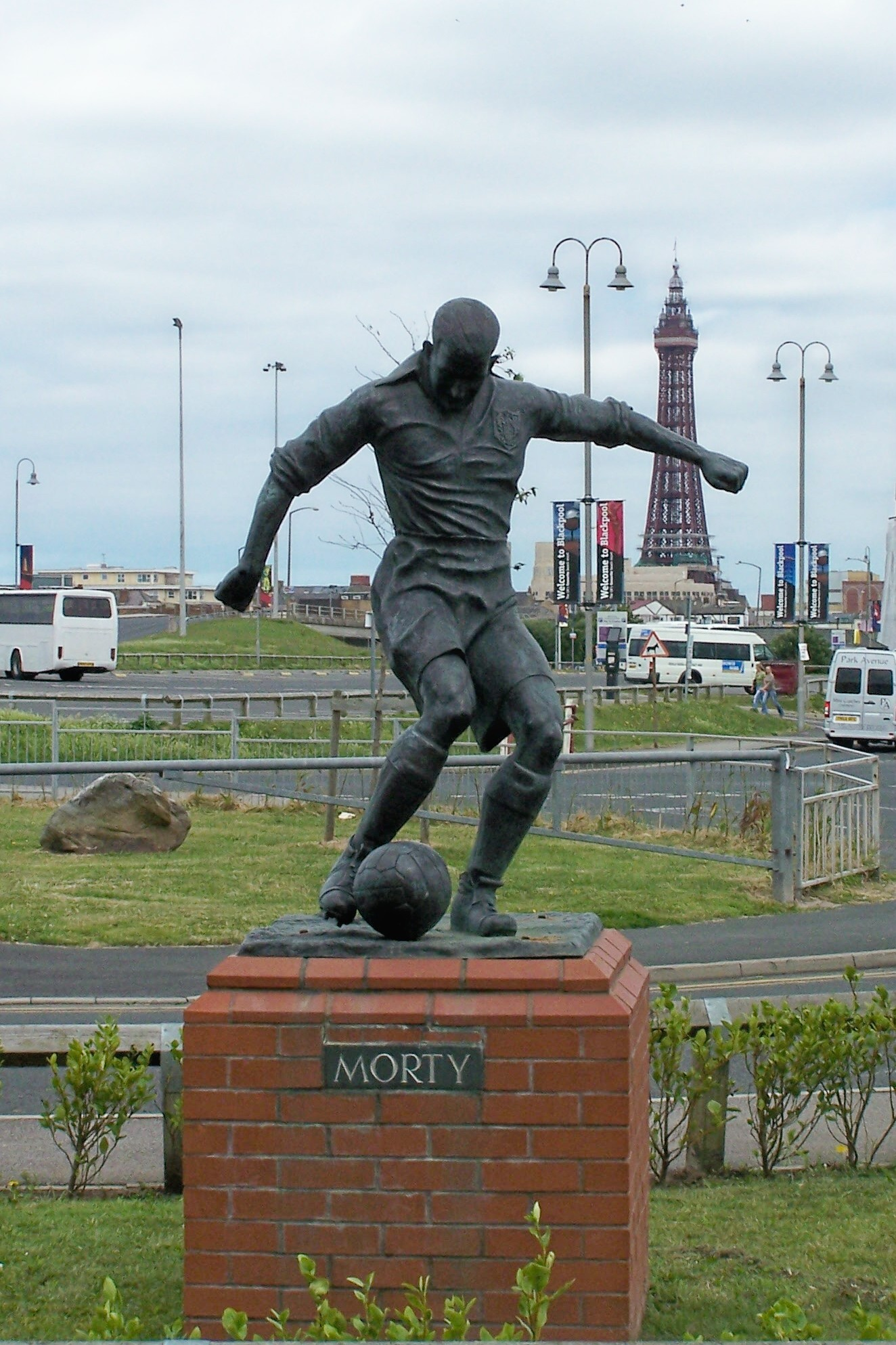
Estatua en honor en las afueras del Bloomfield Road

Mortensen falleció el 22 de mayo de 1991. Su velorio fue en la ciudad de Blackpool y sus restos fueron cremados.
En 2003 fue incluido al Salón de la Fama del fútbol inglés.
El 23 de agosto de 2005, se erigió una estatua en su honor en el estadio Bloomfield Road, fue inaugurada por su viuda, Jean, y su excompañero del club Jimmy Armfield. Su esposa Jean Mortensen falleció en julio de 2009 a los 88 años.
Fue interpretado por Gavin Rossdale, de la banda Bush, en la película de 2005 "The Game of Their Lives", que cuenta la historia de la victoria por 1-0 de Estados Unidos a Inglaterra en 1950.
En abril de 2006 fue incluido en el Salón de la Fama del Blackpool en el estadio Bloomfield Road.

## Estadísticas

### Como jugador
Referencias.
| Club                                    | Div.          | Temporada     | Liga  | Liga  | FA Cup | FA Cup | Otras(1) | Otras(1) | Total | Total |
| Club                                    | Div.          | Temporada     | Part. | Goles | Part.  | Goles  | Part.    | Goles    | Part. | Goles |
| --------------------------------------- | ------------- | ------------- | ----- | ----- | ------ | ------ | -------- | -------- | ----- | ----- |
| Blackpool Inglaterra                    |               |               |       |       |        |        |          |          |       |       |
| 1.ª                                     | 1945-46       | -             | -     | 5     | 4      | -      | -        | 5        | 4     |       |
| 1.ª                                     | 1946-47       | 38            | 28    | 1     | 1      | -      | -        | 39       | 29    |       |
| 1.ª                                     | 1947-48       | 34            | 21    | 6     | 10     | -      | -        | 40       | 31    |       |
| 1.ª                                     | 1948-49       | 34            | 18    | 3     | 2      | -      | -        | 37       | 20    |       |
| 1.ª                                     | 1949-50       | 37            | 22    | 5     | 3      | -      | -        | 42       | 25    |       |
| 1.ª                                     | 1950-51       | 35            | 30    | 8     | 5      | -      | -        | 43       | 35    |       |
| 1.ª                                     | 1951-52       | 35            | 26    | 1     | 0      | -      | -        | 36       | 26    |       |
| 1.ª                                     | 1952-53       | 34            | 15    | 2     | 3      | -      | -        | 36       | 18    |       |
| 1.ª                                     | 1953-54       | 31            | 21    | 2     | 1      | 1      | 1        | 34       | 23    |       |
| 1.ª                                     | 1954-55       | 28            | 11    | 1     | 0      | -      | -        | 29       | 11    |       |
| 1.ª                                     | 1955-56       | 11            | 5     | 0     | 0      | -      | -        | 11       | 5     |       |
| Total club                              | Total club    | 317           | 197   | 34    | 29     | 1      | 1        | 352      | 227   |       |
| Hull City Inglaterra                    |               |               |       |       |        |        |          |          |       |       |
| 2.ª                                     | 1955-56       | 21            | 8     | 2     | 0      | -      | -        | 23       | 8     |       |
| 3.ª                                     | 1956-57       | 21            | 10    | 2     | 2      | -      | -        | 23       | 12    |       |
| Total club                              | Total club    | 42            | 18    | 4     | 2      | 0      | 0        | 46       | 20    |       |
| Southport Inglaterra                    |               |               |       |       |        |        |          |          |       |       |
| 3.ª                                     | 1956-57       | 11            | 5     | 0     | 0      | -      | -        | 11       | 5     |       |
| 3.ª                                     | 1957-58       | 25            | 5     | 1     | 0      | -      | -        | 26       | 5     |       |
| Total club                              | Total club    | 36            | 10    | 1     | 0      | 0      | 0        | 37       | 10    |       |
| Bath City Inglaterra                    |               |               |       |       |        |        |          |          |       |       |
| 4.ª                                     | 1958-59       | 45            | 27    | ?     | ?      | ?      | ?        | 45       | 27    |       |
| Total club                              | Total club    | 45            | 27    | 0     | 0      | 0      | 0        | 45       | 27    |       |
| Total carrera                           | Total carrera | Total carrera | 440   | 252   | 39     | 31     | 1        | 1        | 480   | 284   |
| (1) Incluye datos del FA Charity Shield |               |               |       |       |        |        |          |          |       |       |

### Selección nacional
| Selección         | Año   | Encuentros | Encuentros |
| Selección         | Año   | Part.      | Goles      |
| ----------------- | ----- | ---------- | ---------- |
| Adulta Inglaterra | 1947  | 5          | 9          |
| Adulta Inglaterra | 1948  | 4          | 5          |
| Adulta Inglaterra | 1949  | 6          | 3          |
| Adulta Inglaterra | 1950  | 6          | 3          |
| Adulta Inglaterra | 1951  | 2          | 1          |
| Adulta Inglaterra | 1953  | 2          | 2          |
| Adulta Inglaterra | Total | 25         | 23         |

### Goles internacionales
| Partidos y goles internacionales | Partidos y goles internacionales | Partidos y goles internacionales | Partidos y goles internacionales | Partidos y goles internacionales | Partidos y goles internacionales | Partidos y goles internacionales | Partidos y goles internacionales |
| #                                | Fecha                            | Estadio                          | Rival                            | Resultado                        | Goles                            | Competición                      |                                  |
| -------------------------------- | -------------------------------- | -------------------------------- | -------------------------------- | -------------------------------- | -------------------------------- | -------------------------------- | -------------------------------- |
| 1-4                              | 25 de mayo de 1947               | Nacional, Lisboa                 | Portugal                         | 10-0                             |                                  | Amistoso                         |                                  |
| 5                                | 21 de septiembre de 1947         | Heysel, Bruselas                 | Bélgica                          | 5-2                              |                                  | Amistoso                         |                                  |
| 6                                | 18 de octubre de 1947            | Ninian Park, Cardiff             | Gales                            | 3-0                              |                                  | British Home Championship        |                                  |
| 7-9                              | 19 de noviembre de 1947          | Highbury, Londres                | Suecia                           | 4-2                              |                                  | Amistoso                         |                                  |
| 10                               | 10 de abril de 1948              | Hampden Park, Glasgow            | Escocia                          | 2-0                              |                                  | British Home Championship        |                                  |
| 11                               | 16 de mayo de 1948               | Comunale, Turín                  | Italia                           | 4-0                              |                                  | Amistoso                         |                                  |
| 12-14                            | 9 de octubre de 1948             | Windsor Park, Belfast            | Irlanda                          | 6-2                              |                                  | British Home Championship        |                                  |
| 15                               | 15 de octubre de 1949            | Ninian Park, Cardiff             | Gales                            | 4-1                              |                                  | British Home Championship        |                                  |
| 16-17                            | 16 de noviembre de 1949          | Maine Road, Mánchester           | Irlanda                          | 9-2                              |                                  | British Home Championship        |                                  |
| 18                               | 14 de mayo de 1950               | Nacional, Lisboa                 | Portugal                         | 5-3                              |                                  | Amistoso                         |                                  |
| 19                               | 18 de mayo de 1950               | Heysel, Bruselas                 | Bélgica                          | 1 – 2                            |                                  | Amistoso                         |                                  |
| 20                               | 25 de junio de 1950              | Maracanã, Río de Janeiro         | Chile                            | 2-0                              |                                  | Copa del Mundo 1950              |                                  |
| 21                               | 9 de mayo de 1951                | Wembley, Londres                 | Argentina                        | 2-1                              |                                  | Amistoso                         |                                  |
| 22                               | 21 de noviembre de 1953          | Wembley, Londres                 | Resto de Europa                  | 4-4                              |                                  | Amistoso                         |                                  |
| 23                               | 25 de noviembre de 1953          | Wembley, Londres                 | Hungría                          | 3-6                              |                                  | Amistoso                         |                                  |

### Como entrenador
| Club      | País       | Año       | Partidos dirigidos | Partidos ganados | Partidos empatados | Partidos perdidos | Efectividad |
| --------- | ---------- | --------- | ------------------ | ---------------- | ------------------ | ----------------- | ----------- |
| Blackpool | Inglaterra | 1967-1969 | 105                | 43               | 27                 | 35                | 41.0%       |
| Total     | Total      | 1967-1969 | 105                | 43               | 27                 | 35                | 41.0%       |

## Palmarés

### Títulos nacionales
| Título                | Club      | País       | Año     |
| --------------------- | --------- | ---------- | ------- |
| FA Cup                | Blackpool | Inglaterra | 1952-53 |
| Lancashire Senior Cup | Blackpool | Inglaterra | 1953-54 |